# Crematory
Crematory (с англ. — «Крематорий») — немецкая метал-группа, образованная в 1991 году. Группа стала узнаваемой в середине 1990-х, выступая в турне на разогреве таких команд как My Dying Bride, Tiamat и Atrocity. Группа начала с традиционного стиля дэт-метал, затем взяла направления индастриал и готик-метал в записях поздних альбомов.
Группа получила хорошую «раскрутку» на MTV Germany, а также участвовала во множестве фестивалей, включая «Wacken Open Air» в 1996, 1998, 1999 и 2001 годах. В 1996 году Crematory заключили договор с Nuclear Blast. Группа возвратилась к Massacre Records, своему первому лейблу, в 2006 году после 10 лет сотрудничества с Nuclear Blast.

## История
Состав этой немецкой группы, созданной вокалистом Герхардом Штассом по прозвищу «Феликс» и ударником Маркусом Юллихом, сформировался на следующий год после выхода в свет её первой и единственной демо-ленты. Демо получило положительный отзыв как прессы, так и фанов, и разошлось тиражом 1500 экземпляров, причем не только в Германии, но и за её пределами. Как раз в это время прошли первые переговоры с фирмами звукозаписи. Для нескольких концертов в Германии была приглашена клавишница Katrin Goger, единственный приглашенный музыкант. Она все больше и больше вливалась в коллектив и наконец стала членом группы. Катрин принимала участие и в записи демо, но только как гость. В ноябре 1992 года Crematory подписали контракт с Massacre Records, а в январе 1993 команда приступила к записи своего первого альбома «Transmigration» со своим новым басистом Harald. Запись производилась на Commusication Studios, и релиз должен был выйти в мае 1993 года.
Дебют приняли на ура — спустя месяц после выхода альбома, Crematory попали в чарты ведущих музыкальных журналов. «Мистическая атмосфера, очень интересный альбом», написал журнал «Rock Hard» и присвоил ему 10 баллов. Успешная продажа альбома и положительные отзывы позволили группе отправиться в ноябре 1993 в тур вместе с My Dying Bride. В январе 1994 года Crematory вновь засели в студии для записи следующего альбома «…Just Dreaming», который вышел уже в мае того же года. Альбом показал команду с лучшей стороны и содержал, по крайней мере, один хит «Shadows of Mine» с припевом на немецком языке. Этот альбом крепко засел во многих чартах и прибавил группе ещё больше поклонников. На песни «Shadows of Mine» и «In My Hands» были сняты клипы. В период между апрелем и сентябрём 1994 года команда давала множество клубных концертов, выступая вместе с такими группами как Tiamat и Atrocity. Прорыв произошёл с выходом альбома «Illusions», снова записанным в Commusication Studios в июне и официально вышедшим в сентябре 1995 года. Диск вызвал море интереса задолго до своего появления. Ожидание поклонников полностью оправдались, Crematory в новом альбоме записали ещё несколько хитов. На песню «Tears of Time» был снят клип, который активно крутился по многим TV каналам. Альбом вызвал немалый интерес к группе, следствием чего стали многочисленные интервью и рецензии. После серии концертов и фестивалей группа снова вернулась в студию.
Выступление на «Out of the dark festivals» было заснято на видео и выпущено, как и promo-видео для «Ist Es Wahr». Несколько концертов было сыграно в ходе турне по Германии, Нидерландах и Бельгии, под занавес которого их поддержали Moonspell и Gathering. Был выпущен лимитированный диджибокс «Fur Die Ewigkeit», включавший два CD и видеокассету с клипами группы. Crematory решили, что DAT-записи с нескольких концертов весьма хороши по качеству и решили выпустить свой первый концертный альбом, для чего снова засели в студии Commusication studios и совместно с Gerhard Magin эти записи отредактировали. Помимо работы в студии группа основала свой собственный рекорд-лейбл «CRC» (Crematory’s Record Company), на котором и вышел этот live-альбом. Когда же истек их контракт с Massacre Records, Crematory нашли хорошего партнёра в лице Nuclear Blast, которые издали очередной альбом «Awake», принесший Crematory ещё больший успех. «Awake» вышел 19 августа 1997 года и оказался сразу на 14 месте германского хит-парада. Альбом, как и все предыдущие, очень мелодичен, пропитан готическим духом, лирика основана на горьком опыте жизненных взлётов и падений. Crematory создали новые стандарты в стиле Готик-дэт-метал. Альбом содержит кавер-версию «Temple of Love» «The Sisters of Mercy». В сентябре 1997 были сняты видеоклипы «For Love» и «Temple of Love». После этого группа снова едет по Европе с очередным фестивальным туром «Out of the dark», совместно с Therion, Lake Of Tears, Dark, Graveworm.
В феврале 1999 вышел сингл «Fly», сразу за которым последовал очередной альбом «Act Seven», на звучание которого оказала сильное влияние необычная манера игры на гитаре Матиаса Хеклера. «Act Seven» был снова записан в Commusication studios с Gerhard Magin и аранжирован Gernot Leiner (Century). Большим шагом вперед стало сотрудничество при записи с приглашенными вокалистами Michael Rohr (Century), Kalle Friedrich (Giants Causeway) и Lisa Mosinski (Dark). Crematory создали мелодичный, и в то же время прямолинейный и чувственно-грубый альбом, довольно тяжёлый по звучанию. Множество концертов и фестивалей в качестве хэдлайнеров было отыграно в ходе последующего промотура в мае-июне 1999 года, число поклонников Crematory возросло. Увеличилось и количество положительных отзывов в metal-, gothic- и alternative прессе. Чтобы облегчить муки ожидания следующего альбома было принято решение выпустить «Greatest Hits» в виде бокса на 3 CD. Сборник состоял из хитов ранних лет и новейших ремиксов, сделанных Bruno Kramm (Das Ich), Raymond Boye (Scooter, U 96, Culture Beat), DJ God (Camouflage, Die Fantastischen Vier) и KK среди прочих. Специальный бонус CD-Rom содержал видеоклипы «Tears of Time», «Shadows of Mine», «Ist Es Wahr» и «In My Hands».
В 2000 году группа задержалась в Commusication Studios на три месяца, записывая очередной альбом — «Believe». В принципе он продолжил линию «Act Seven» с чуть большим акцентом на клавишные. Альбом «Believe» приносит новый успех. Песни «The Fallen» и «Time for Tears» снова звучат в клубах Европы. Альбом доползает до 21 места в мировых чартах по результатам продаж. Шоу 25 сентября в Штутгарте записывается на видео. Видеоклипы сделаны к трём песням с альбома «Believe». Также был запланирован ещё один большой европейский тур в поддержку «Believe» в январе-феврале 2001 года, в ходе которого группа отпразднует свою 10 годовщину.
В марте 2001 начался выпуск второго концертного альбома — двойного CD «Remind», куда вошли все хиты группы. Альбом издан в абсолютно роскошном виде, с 60-страничным буклетом, куда вошла куча эксклюзивных фотографий. Одновременно вышли видеокассета и DVD, куда включены все видеоклипы, многочисленные концертные, закулисные и репетиционные съёмки. На альбом вошли материалы «Ten Years Anniversary Tour», и на второй CD очень редкие треки и оригинальное demo 1992 года. В сентябре 2001 года Crematory провели огромный тур.
Затем следует трёхлетний творческий перерыв. В 2004 году группа вновь собирается и записывает альбом «Revolution», достаточно тяжёлый и в то же время, насыщенный электроникой. Альбом 2006 года «Klagebilder» значительно ближе по звучанию к альбомам конца 90-х.
Зимой 2007—2008 года полным ходом идет запись нового альбома. Идея его создания возникла ещё летом 2007, с того момента и началась интенсивная работа, результатом которой стала очередная пластинка под названием «Pray», выпущенная 1 февраля 2008 года, включающая в себя 10 треков, выдержанных в жанре атмосферный Готик-дэт-метал. Тематика альбома — конец света, человеческие пороки, одиночество.
29 января 2010 года на лейбле Massacre Records вышел альбом «Infinity», включающий в себя кавер-версию композиции «Black Celebration» группы Depeche Mode.
24 февраля 2014 выходит альбом Antiserum.
В 2015 году группу покидает Matthias Hechler, годом позже группу покидает Harald Heine, на смену им в группу приходят новые участники: Rolf Munkes, Tosse Basler, Jason Matthias.
15 апреля 2016 выходит альбом Monument. В альбоме становится заметно больше чистого вокала.

## Состав

### Текущий состав
- Gerhard «Felix» Stass — вокал (с 1991)
- Markus Jüllich — ударные (с 1991)
- Katrin Goger — клавишные (с 1992)
- Patrick Schmid — бас (с 2021)
- Rolf Munkes — гитара (с 2015)

### Бывшие участники
- Axel Schott — вокал
- Marc Zimmer — бас, вокал (1991—1992)
- Heinz Steinhauser — бас, вокал (1993)
- Harald Heine — бас (1993—2016)
- Jason Mathias — бас (2016—2021)
- Lothar «Lotte» Forst — гитара, вокал (1992—1997)
- Matthias «Matze» Hechler — гитара, вокал (1998—2015)
- Tosse Basler — гитара, вокал (2015—2018)
- Connie «Conner» Andreszka — гитара, вокал (c 2018)

## Дискография
Студийные альбомы
- Transmigration (1993)
- …Just Dreaming (1994)
- Illusions (1995)
- Crematory (1996)
- Awake (1997)
- Act Seven (1999)
- Believe (2000)
- Revolution (2004)
- Klagebilder (2006)
- Pray (2008)
- Infinity (2010)
- Antiserum (2014)
- Monument (2016)
- Oblivion (2018)
- Unbroken (2020)
- Inglorious Darkness (2022)
- Destination (2025)

Мини-альбомы
- Ist Es Wahr (1996)

Сборники
- Für die Ewigkeit (1996)
- Early Years (1999)
- Black Pearls (2010)

Концертные альбомы
- Live at the Out of the Dark Festival (1997)
- Remind (2001)
- Live Revolution (2005)
- Live W.O.A. 2014 (2015, DVD)
- Live Insurrection (2017)
- Live at Wacken 2019 (2022)

Демо
- Crematory (1992)

Синглы
- «Fly» (1999, макси-сингл)
- «Greed» (2004)
- «Shadowmaker»  (2013)
- «Misunderstood» (2016)
- «Immortal» (2018)
- «Salvation» (2018)
- «Stay with Me» (2018)
- ''Unbroken'' (2020)
- «Break Down the Walls» (2022)
- «Inglorious Darkness» (2022)